# Gunung Rajo
Gunung Rajo is een bestuurslaag in het regentschap Tanah Datar van de provincie West-Sumatra, Indonesië. Gunung Rajo telt 2182 inwoners (volkstelling 2010).